# Új kinyilatkoztatás
Az új kinyilatkoztatás teológiai-apologetikus gyűjtőfogalom az új, a vallási szentírások zárt kánonján túli kinyilatkoztatásokra, amelyek kiegészítik a vallási igazságokat, elsősorban a kereszténység, az iszlám és a judaizmus vallásain belül.
Kevésbé alkalmazhatók a keleti vallásokra is (buddhizmus, hinduizmus, sintoizmus, taoizmus stb.), mivel ezek vagy nem ismerik a vallási szentírások zárt kánonját, vagy elfogadják a "megvilágosodottak" folyamatos kinyilatkoztatását.
A kinyilatkoztatás közvetítőjét gyakran Isten vagy a transzcendens prófétájának, médiumának vagy inkarnációjának tekintik.

## Jellemzők
A monoteista vallásokon belüli új kinyilatkoztatások jellemzői:
- kinyilatkoztatási idejük az elmúlt pár száz éven belül
- az az állítás, hogy az üzenetek közvetlen isteni eredetűek, és a közvetítő nem változtatta meg azokat
- a kinyilatkoztatáson alapuló új vallási mozgalom megjelenése és az eredeti anyavallástól való részleges vagy teljes függetlenség
- az üzenetek követői értelmezése a meglévő, hagyományos kinyilatkoztatás Isten-akaratú kiegészítéseként (vagy egyben ellentmondásaként)
- új doktrinális kijelentések, amelyek alapvetően különböznek az ortodox (hagyományos) hittől

### Kereszténység
A legtöbb egyház tanítása szerint az isteni kinyilatkoztatás véget ért a bibliai kánon lezárásával. 
Azokat a misztikus kinyilatkoztatásokat, amelyek nem hagyják el a keresztény tanítás kereteit, magánkinyilatkoztatásnak nevezik. A magánkinyilatkoztatásokat a katolikus szférában az egyház tekintélye elismerheti, de nem kerül a kánonba. A protestáns egyházak jelentősen eltérnek a magánkinyilatkoztatásokhoz való hozzáállásukban. 

### Iszlám
Az iszlám világ többsége számára a Koránnal való kinyilatkoztatás teljesnek tekinthető. Mohamedet az utolsó prófétának, a „próféták pecsétjének” tartják.
Az iszlám hátterű új kinyilatkoztatási csoportok még mindig elnyomásnak és üldözésnek vannak kitéve az állam és az uralkodó vallás által, mint például a bahá'i Iránban. Többek között számos iszlám országban üldözik az ahmadijja követőit is, amelynek alapítója a Mohamed által megjövendölt prófétának és messiásnak tekintette magát.

## Új kinyilatkoztatáson alapuló vallási csoportok

### Monoteista közösségek
| alapító                                     | vallási csoport                                                                      | háttér        | hívők száma   |
| ------------------------------------------- | ------------------------------------------------------------------------------------ | ------------- | ------------- |
| Joseph Smith 1805-1844                      | Mormonok ( 1830 óta) Legnagyobb felekezet: Az Utolsó Napok Szentjeinek J. K. Egyháza | kereszténység | kb. 14 millió |
| Baháalláh (Mirza Husayn Ali Nuri) 1817-1892 | Bahá'i ( 1863 óta)                                                                   | iszlám        | kb. 6 millió  |
| Mirza Ghulam Ahmad 1839–1908                | Ahmadijja ( 1889 óta)                                                                | iszlám        |               |
| Jacob Lorber 1800-1864                      | Lorber-mozgalom (1924 óta)                                                           | kereszténység | ismeretlen    |

### szinkretikus közösségek
A szinkretikus irányzatok a keleti vallások és bölcsességi tanítások, vagy az etnikai vallások és az ezotéria elemeit ötvözik a keresztény, az iszlám vagy a zsidó vallás klasszikus elemeivel.
- Fiat Lux [1]
- Nemzetközi Szúfi Rend
- Univerzális Élet [1]
- Egyesítő Egyház,[1] különösen az ázsiai kultúrákban

### Más vallási közösségek
- Keresztény Tudomány
- Keresztény Közösség (Die Christengemeinschaft)
- az orosz szellemi kereszténység számos mozgalma [1]
- Közösség Krisztus Jézusban (Gemeinschaft in Christo Jesu)
- Liberális Katolikus Egyház
- Új Egyház
  - swedenborgiánusok

### Weboldalak
- Neuoffenbarer und neue Messiasse (németül)
- Patrick Diemling: Neuoffenbarungen. Religionswissenschaftliche Perspektiven auf Texte und Medien des 19. und 20. Jahrhunderts, Dissertation, Potsdam, Universitätsverlag 2012. (németül)